# Yelizaveta Alekséyevna Tarakánova

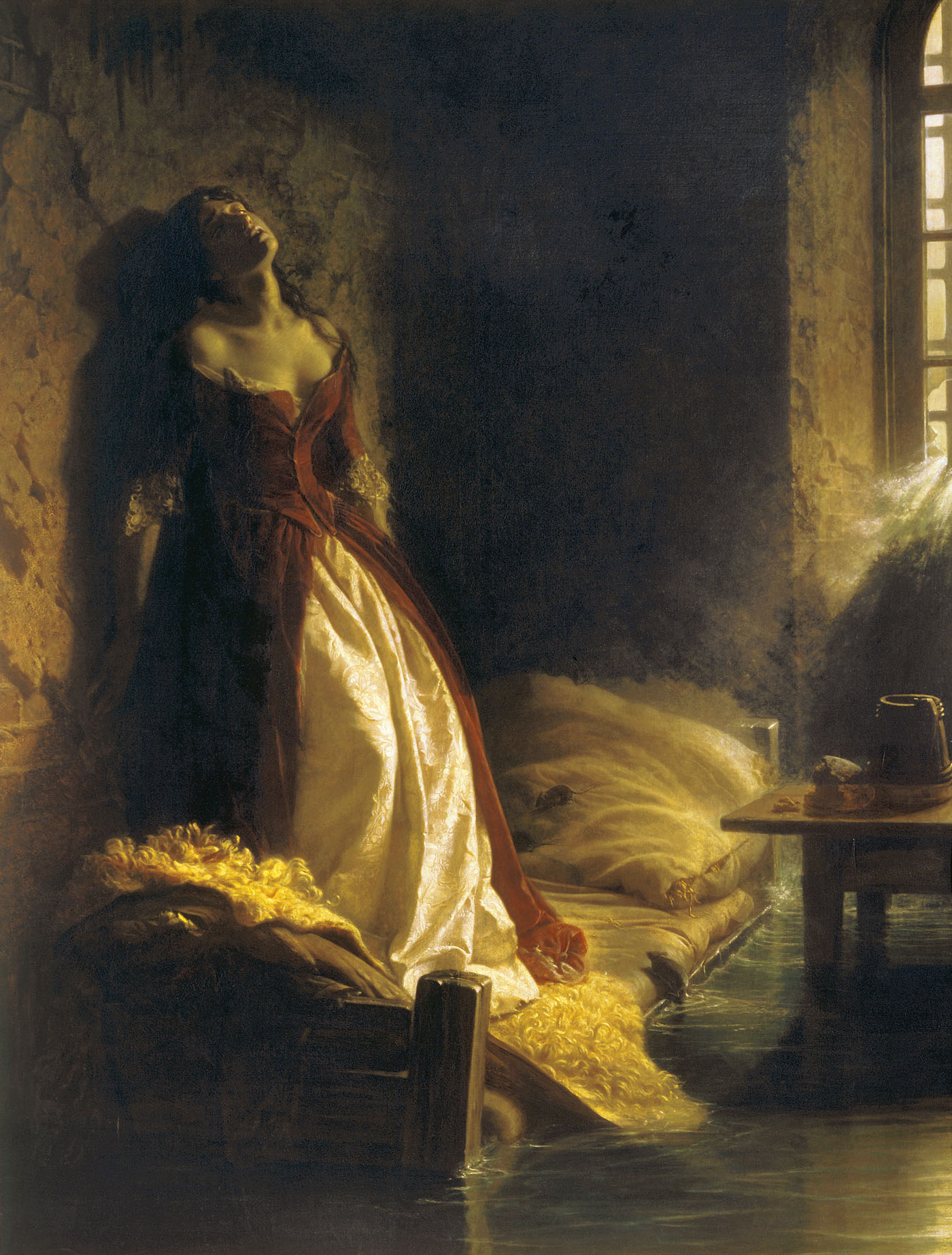
Princesa Tarakánova por Konstantín Flavitski (1864). Galería Tretiakov.
Obra basada en la popular leyenda que la impostora murió en la inundación de su cárcel en 1777, lo que es falso porque murió dos años antes.

Yelizaveta (Isabel) Alekséyevna Tarakánova (circa 1745-4 de diciembrejul./ 15 de diciembre de 1775greg.) fue una supuesta princesa y pretendiente al trono del Imperio ruso. Fue llamada Knyazhná Yelizaveta Vladímirskaya, «princesa Isabel de Vladímir»,  Fräulein Frank y Madame Trémouille.
Afirmaba ser hija de la emperatriz Isabel I y su amante Alekséi Razumovski y haber sido criada en San Petersburgo. Su nombre y origen real se desconocen. Viajó por varios países de Europa y fue amante del conde Felipe Fernando de Limburg-Stirum. Fue detenida en Livorno por Alexéi Orlov bajo las órdenes de Catalina II la Grande. Orlov la sedujo y la subió a un barco ruso donde la arrestó y trasladó a Rusia en febrero de 1775. Fue encerrada en la Fortaleza de San Pedro y San Pablo, donde murió de tuberculosis en diciembre de ese mismo año.
No se conocen datos ciertos sobre sus orígenes ni su nombre de nacimiento, más allá de lo declarado por ella misma, es decir, que nació en San Petersburgo en 1753 como Elisabetta Alekseevna Petrovana Romanova, hija oculta de la emperatriz Isabel y su consorte secreto, Aleksej Razumovskij. Esta historia se mantuvo incluso durante su confesión en el lecho de muerte. Se estima que podría haber nacido en Europa entre 1745 y 1753. Fue descrita como de aspecto "italiano", delgada, esbelta y con cabello oscuro. Dotada de una rara belleza y carisma, así como gustos costosos, se sabe que atrajo a numerosos protectores y admiradores, a quienes a menudo explotó hasta la ruina y en algunos casos incluso hasta la prisión.
Aleksei Orlov, quien fue encargado por Catalina II de llevarla a Rusia desde Livorno, la describió así: "Es una mujer de pequeña estatura, muy delgada, ni pálida ni morena, con ojos grandes y redondos, marrón oscuro. Tiene el cabello oscuro como las cejas y hay pecas en su rostro. Habla bien francés, alemán, un poco de italiano, entiende pero no habla bien inglés y creo que entiende polaco. También dice conocer árabe y persa".
Se han mezclado varias hipótesis sobre su identidad por quienes la conocieron o por historiadores que estudiaron su caso, pero ninguna está respaldada por pruebas. Algunos creen que era alemana, hija de un posadero de Praga o de un panadero de Núremberg. Otros sugieren que podría haber sido francesa, basándose en sus cartas en varios idiomas. Sin embargo, hay cierto consenso en que, a pesar de las insinuaciones de un origen humilde, debió tener oportunidades de educación o ser de nacimiento acomodado, ya que demostró constantemente poseer la educación de una mujer de alto rango, incluido el conocimiento del protocolo, idiomas, arte y música. La misma Tarakanova asumió numerosas identidades y seudónimos antes de declararse princesa rusa, incluido el de una princesa persa, y se ha sugerido que quizás ni ella misma conocía sus verdaderos orígenes.